# Tiszakarád
Tiszakarád är en ort i Ungern.   Den ligger i provinsen Borsod-Abaúj-Zemplén, i den nordöstra delen av landet, 210 km öster om huvudstaden Budapest. Tiszakarád ligger 97 meter över havet och antalet invånare är 2 522.
Terrängen runt Tiszakarád är mycket platt. Runt Tiszakarád är det ganska tätbefolkat, med 108 invånare per kvadratkilometer. Närmaste större samhälle är Sárospatak, 17,4 km nordväst om Tiszakarád. Trakten runt Tiszakarád består till största delen av jordbruksmark.